# Région d'Arta
La région d'Arta est une entité administrative située au centre de la république de Djibouti. Elle a été créée en 2004 officiellement  par le regroupement de districts des régions de Dikhil et Djibouti ville. Elle abrite 50 017 habitants.
Sa capitale est Arta, à 42 km de la ville de Djibouti.

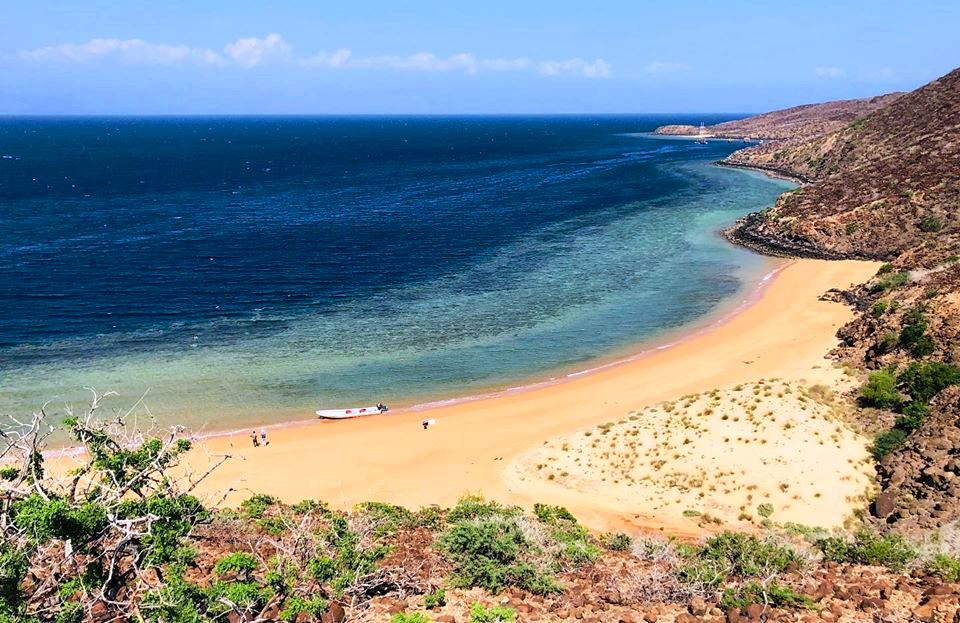
Une plage sur le golfe de Tadjourah

Sa création a été contestée par l'opposant Ahmed Dini. Il estimait que le gouvernement voulait retirer le lac Assal, qui faisait alors l'objet d'une exploitation industrielle, de la région de Dikhil où les opposants espéraient emporter les élections régionales.

## Volcanologie
En 1972, un réseau de détection sismisme est installé par l'Institut de physique du globe de Paris (IPGP), trois stations sont créées à Arta, Tadjourah, Atar. En 1996, la station Geoscope est déplacée à Arta tunnel en même temps que la station 3 composante d'Arta (ARO devient ATD)[réf. nécessaire].
Aujourd'hui, l'observatoire géophysique d'Arta est opéré conjointement par l'IPGP, le ministère djiboutien de l'enseignement supérieur supérieur et de la recherche et le Centre d'étude et de recherche de Djibouti.

## Villages
| Koussour | 170 |